# Björn Thorfinnsson
Björn Thorfinnsson (25 ottobre 1969) è uno scacchista e giornalista islandese.
Ha ottenuto il titolo di Maestro Internazionale nel 2009. È fratello maggiore del grande maestro Bragi Thorfinnsson.

## Principali risultati
Nel 1995 ha vinto la medaglia d'oro di squadra nelle Olimpiadi under-16 di Las Palmas.
Ha vinto la sezione B del 51º torneo di Capodanno di Reggio Emilia (2008/09).
Nel maggio 2008 è succeduto a Lilja Grétarsdóttir come presidente della Federazione scacchistica islandese (Skáksamband Islands).